# Rüstgebet
Das Rüstgebet (Vorbereitungsgebet) ist ein Teil der Eröffnungsliturgie im evangelischen Gottesdienst nach dem Eingangslied und vor dem Introitus und hat Schuld und Sündenvergebung zum Thema.

## Geschichte
Im 9. Jahrhundert sind in der römischen Messe zwei Möglichkeiten der Vorbereitung vorgesehen. Einmal in der Sakristei vom Priester allein, zum anderen in der Form des Stufengebetes beim Einzug des Klerus in die Kirche. Im Mittelalter trat zu den Rüstriten des Klerus der für die Gemeinde in Form einer allgemeinen Beichte. Dieser Rüstakt der Gemeinde erfolgte vor dem Sakramentsempfang, war aber nicht mit dem Bußsakrament und der damit verbundenen persönlichen Beichte vor dem Priester zu verwechseln oder ersetzte diese. 
Martin Luther hat in der Lutherischen Messe weder das Stufengebet noch die offene Schuld aufgenommen, da diese in der Liturgie seiner Zeit schon nicht mehr üblich waren. Anstelle der Offenen Schuld fügte er vor dem Sakramentsempfang eine Abendmahlsvermahnung ein. In der Zeit der Aufklärung sind zahlreiche liturgische Formen in der Lutherischen Messe weggefallen, so auch das Rüstgebet. Heute haben die Rüstgebete in den Agendenwerken wieder Eingang gefunden. Wird zu Beginn oder vor der Lutherischen Messe die Beichte gefeiert, entfällt das Rüstgebet.

## Das Verhältnis von Beichte und Rüstgebet
An den Formulierungen der Rüstgebete wird deutlich, dass es sich beim Rüstgebet nicht um eine Beichte handelt. Gott werden zwar Schuld und Sünde bekannt, aber der Zuspruch der Sündenvergebung unter Handauflegung (üblich in der Selbständigen Evangelisch-Lutherischen Kirche) fehlt. Vielmehr bitten Liturg und Gemeinde, dass Gott die Schuld und Sünde wegnehme. Deutlich wird dieses an einem von Martin Luther verfassten Rüstgebet (hier in leicht sprachlich modifizierter Form):

„Da wir hier versammelt sind, um miteinander Gottes Wort zu hören, ihn im Gebet und Loblied anzurufen, so lasst uns zuvor gedenken unserer Unwürdigkeit und vor Gott bekennen, dass wir gesündigt haben mit Gedanken, Worten und Werken, auch aus eigener Kraft uns von unserem sündigen Wesen nicht erlösen können. Darum nehmen wir Zuflucht zu der grundlosen Barmherzigkeit unseres himmlischen Vaters, begehren Gnade um Christi Willen, und sprechen: Gott sei mir Sünder gnädig.“

Auf dieses vom Pfarrer gesprochene Votum beten Pfarrer und Gemeinde, dass der allmächtige Gott sich erbarme, er die Sünden vergebe und zum ewigen Leben führe. Der Pfarrer bittet im Folgenden darum, dass Gott die Sünde wegnehme.
Hieran wird deutlich, dass es sich beim Rüstgebet nicht um eine Beichte handelt. Der Zuspruch der Vergebung durch den Pfarrer entfällt.